# Jetzt! (Album)
Jetzt! ist das 23. Studioalbum des deutschen Pop-Rock-Musikers Peter Maffay aus dem Jahr 2019.

## Entstehung und Veröffentlichung
Die Erstveröffentlichung von Jetzt! erfolgte am 30. August 2019 bei Red Rooster. Das Album erschien in seiner Originalausführung CD (Katalognummer: 19075940752) und LP (Katalognummer: 19075925151) mit 14 Titeln.
Die Kompositionen und Texte entstammen von Bertram Engel (1, 14), Jörg Sander (1, 14), Johannes Oerding (1, 2, 3, 6, 8, 9, 14), Benjamin Dernhoff (1, 2, 3, 6, 8, 9, 14), Klaus Hirschburger (2, 3), Kai Stuffel (2, 3), Katrin Schröder (4, 5), Rupert Keplinger (4, 5), Peter Maffay (6, 7, 8, 11, 13), Peter Keller (7, 11), Nisse Ingwersen (7), Charly Klauser (9), Johanna Eiker (9), Pascal Kravetz (10, 11, 13), Lukas Loules (11, 13), Udo Rinklin (12), Johannes Falk (12), Felix Brunhuber (12), Florian Fellier (12) und Katerina Loules (13). Für die Produktion aller Lieder zeichneten gemeinsam Keller, Kravetz, Maffay und Jan Bart Meijers verantwortlich.

## Inhalt und Stil
Bei Jetzt! handelt es sich stilistisch um ein Pop-Rock-Album. Inhaltlich behandelt das Album überwiegend Lieder, die sich mit dem Thema Liebe auseinandersetzen.

## Titelliste
1. 1000 Wege (Ouvertüre) – 3:15
2. Jetzt! – 4:28
3. Morgen – 3:27
4. Luft & Liebe – 3:38
5. 100.000 Stunden – 4:10
6. Alles von mir – 4:57
7. Das ist gut – 3:27
8. Größer als wir – 5:58
9. Für immer jung – 4:10
10. Wenn du wieder kommst – 3:06
11. Nur einmal hier – 3:11
12. Kopf hoch – 3:49
13. So schließt sich der Kreis – 3:13
14. 1000 Wege – 4:22

## Kommerzieller Erfolg

### Chartplatzierungen
| ChartsChartplatzierungen | Höchstplatzierung | Wochen |
| ------------------------ | ----------------- | ------ |
| Deutschland (GfK)        | 1 (29 Wo.)        | 29     |
| Österreich (Ö3)          | 23 (2 Wo.)        | 2      |
| Schweiz (IFPI)           | 6 (7 Wo.)         | 7      |

| ChartsJahrescharts (2019) | Platzierung |
| ------------------------- | ----------- |
| Deutschland (GfK)         | 21          |

### Auszeichnungen für Musikverkäufe
| Land/Region        | Auszeichnungen für Musikverkäufe (Land/Region, Auszeichnung, Verkäufe) | Verkäufe |
| ------------------ | ---------------------------------------------------------------------- | -------- |
| Deutschland (BVMI) | Gold                                                                   | 100.000  |
| Insgesamt          | 1× Gold ·                                                              | 100.000  |